# Страсбурзька астрономічна обсерваторія
Страсбурзька астрономічна обсерваторія розташована в історичному кампусі Страсбурзького університету . Він був заснований в 1881 році . Це дослідницька та навчальна установа, яка також містить Страсбурзький центр астрономічних даних . Планетарій входив до складу обсерваторії до 2008 року.

## Історія

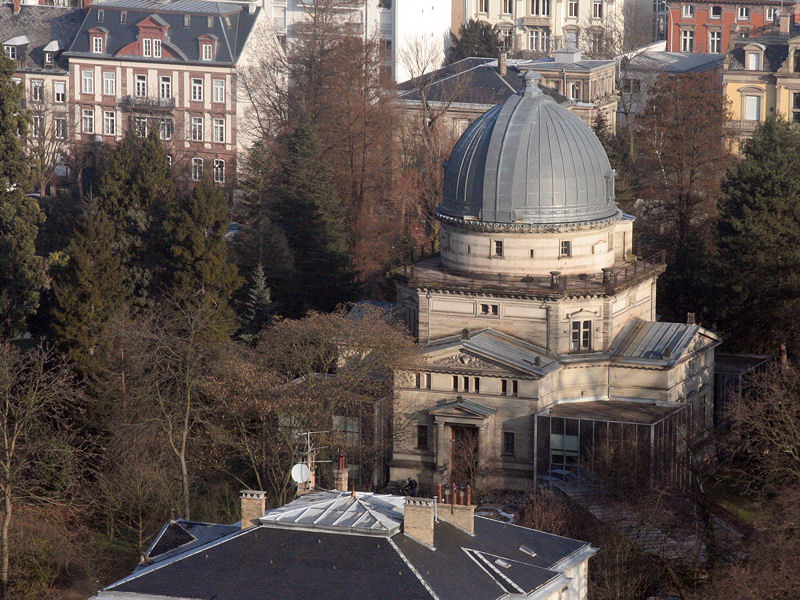
Вид на Страсбурзьку обсерваторію з хімічної вежі

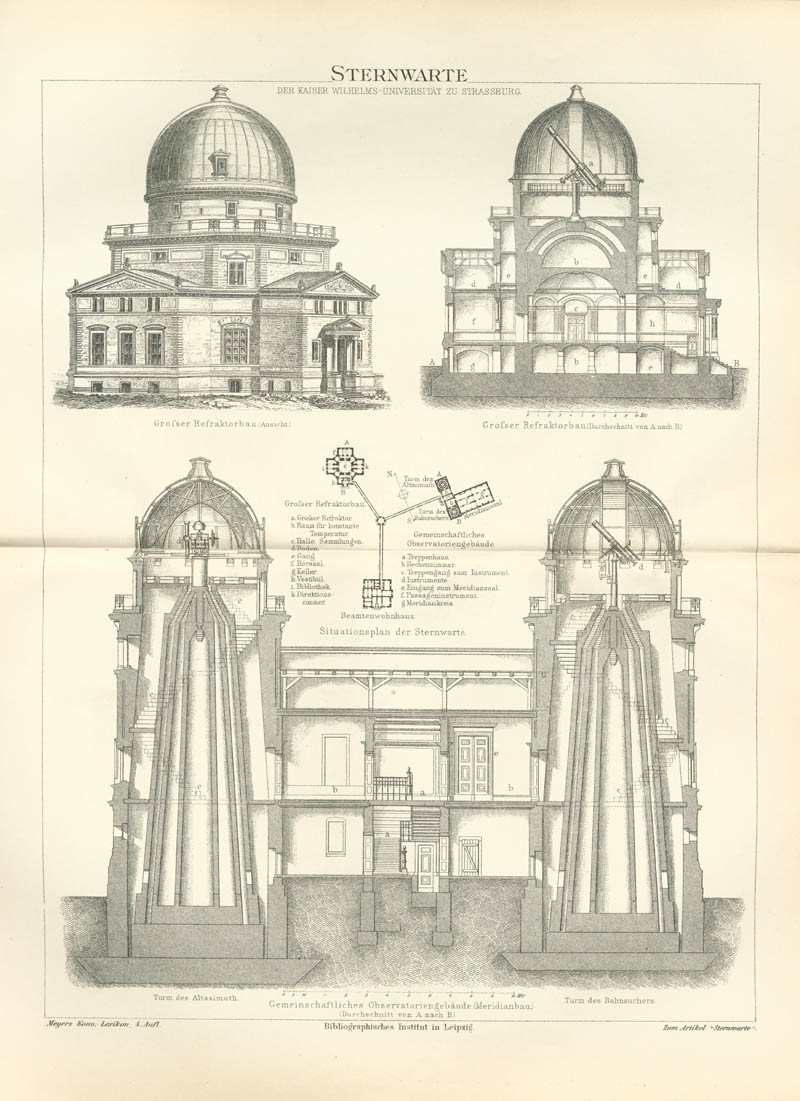
Діаграма, розріз і план на пластині з Meyers Konversations-Lexikon (1885-1890)

Ця обсерваторія фактично є третьою обсерваторією в Страсбурзі: перша була побудований в 1673 році на одній з міських стінних веж (астроном Юліус Рейхельт зіграв особливу роль у його створенні), а друга в 1828 році на даху будівель Академії. 
Існування Страсбурзької обсерваторії в її нинішньому місці, 1 км  на схід від собору, є результатом політичного рішення: коли Ельзас - Мозель був переданий Німеччині після франко-прусської війни 1870 року, імператор Німеччини Вільгельм Ι вирішив зробити Страсбург вітриною: потроївши площу міста, він встановив там університет, включаючи ботанічний сад і астрономічну обсерваторію .
Будівля в стилі неоренесансу, побудована між 1876 і 1880 роками за планами німецького астронома Августа Віннеке , обсерваторія була урочисто відкрита 22 вересня 1881 року. Складається з трьох корпусів: Великий купол, будівля меридіанних кімнат з двома куполами та будівля, яка використовується як офіс і резиденція. Вони з’єднані між собою коридором у формі "Y" дозволяючи пересуватися між будівлями вночі без генерації розсіяного світла.
Будівля має чотири фронтони, на яких зображені Аврора, Сонце, Місяць і Аврора Бореаліс .

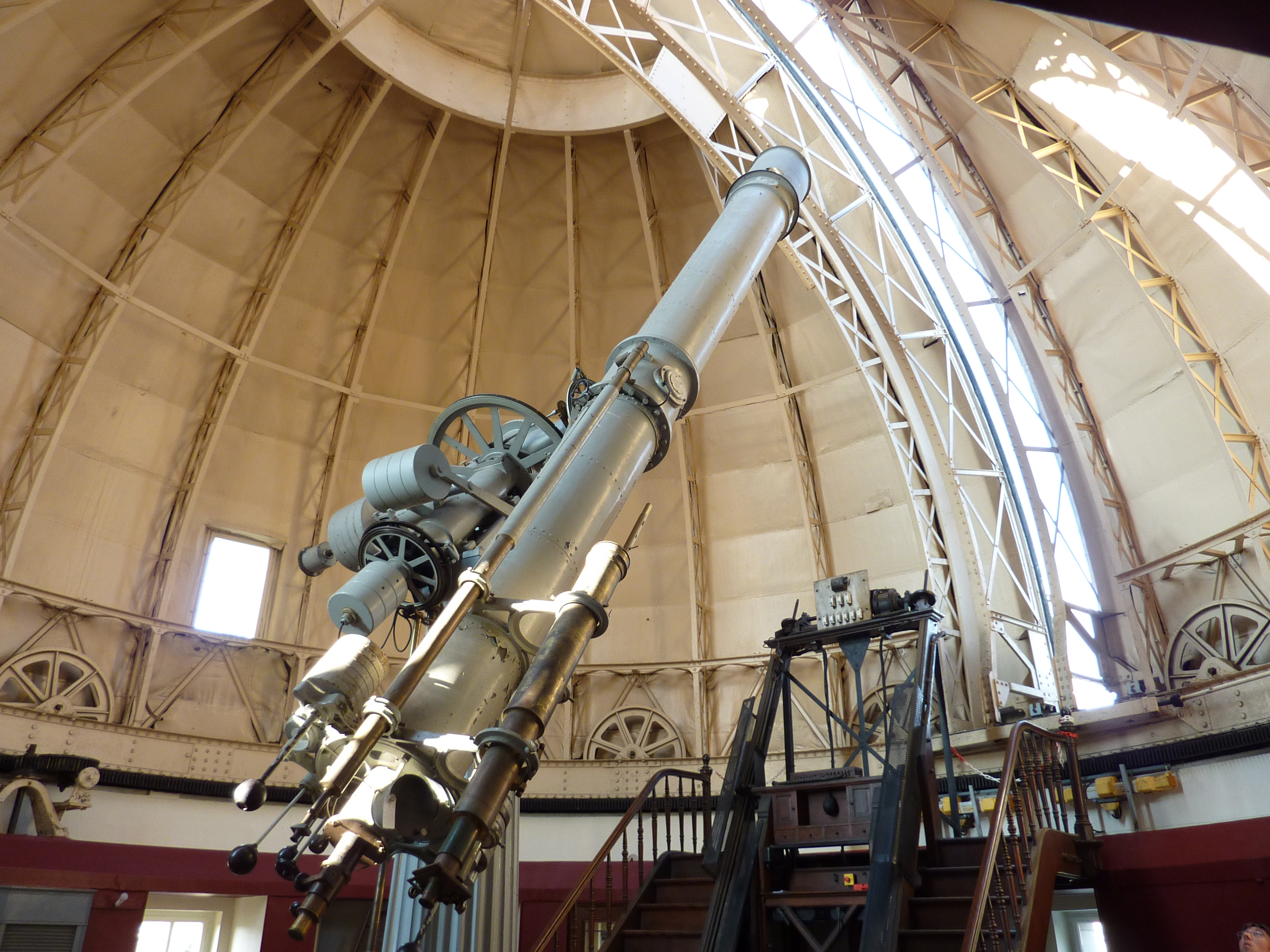
Астрономічний телескоп під Великим куполом

Великий залізний купол діаметром 9,2 метра і вагою 34 тонни  містить Великий Рефрактор, телескоп з апертурою 48,7 см  і фокусною відстанню 7 метрів , побудований у 1877 році, найбільший у Європі  на момент його встановлення і сьогодні (2008) є третім у Франції за розміром після Медона та Ніцци. Рейка дозволяє обійти великий купол до меншого телескопа, що дозволяє відкривати комети. Після оснащення 13,6 см  телескопом, виготовленим у 1879 році, а потім 60 см  телескопом до січня 2012, північний купол будівлі Кімнати Меридіан оснащений двома 35 сантиметровими  телескопами, оснащеними камерою CCD і спектрографом. Що стосується південного купола, то він містить 21 сантиметровий  люнет після 16,2 см  люнету, побудованого у 1876 році.
Обсерваторія, як і весь регіон, зазнала перипетій історії, кілька разів змінюючи національність. Під час Другої світової війни у нього навіть були директори з кожної національності, один у Страсбурзі, інший у Клермон-Феррані, куди був засланий Страсбурзький університет. Директори ( Еслангон, Данжон, Чапля) також згодом були директорами Паризької обсерваторії.
У 1981  обсерваторія була обладнана планетарієм, який розташувався в колишній меридіанній кімнаті.

### Наукова еволюція
Початкові дослідження стосувалися позиційної астрономії та спостереження за кометами, метеоритами та змінними зірками . Потім з'явилася фотометрія туманностей, спостереження подвійних зірок .
Під час повернення зі Страсбурга до Франції Есклангон підтримував високий рівень обсерваторії. Провівши електрику, телефон і TSF, верстати, він захопився хронометрією (згодом він стане ініціатором розмовного годинника). Його наступник Данжон удосконалив прилади (фотометр, меридіанний телескоп, астролябію).
Тим не менш, П’єр Лакрут зазначає, що наземні астрометричні спостереження досягли своїх інструментальних меж. З 1965 року він думав про супутникове спостереження і запропонував концепцію супутника Hipparcos у 1973 році Європейському космічному агентству (на той час Європейська організація космічних досліджень ). У той же час він розробив комп’ютерне архівування, яке допомогло створити зоряний центр обробки даних, який згодом стане Страсбурзьким астрономічним центром даних .

## Діяльності
Обсерваторія є обсерваторією наук про всесвіт (OSU) Національного інституту наук про всесвіт (INSU) і змішаним дослідницьким підрозділом (UMR 7550) Національного центру наукових досліджень (CNRS) та Університету Страсбурга . Як і в будь-якій всесвітній науковій обсерваторії, необхідно виконати кілька місій: дослідження, навчання, спостереження та поширення знань.
| Ім'я              | дати           | Примітки                  |
| ----------------- | -------------- | ------------------------- |
| Август Віннеке    | 1872-1886 роки |                           |
| Вільгельм Шур     | 1882-1886 роки | проміжний                 |
| Герман Кобольд    | 1886-1887 роки | проміжний                 |
| Ернст Беккер      | 1887-1909 роки |                           |
| Юліус Баушінгер   | 1909-1919 роки |                           |
| Альберт Балдіт    | 1919 рік       | проміжний                 |
| Ернест Есклангон  | 1919-1929 роки |                           |
| Андре Данжон      | 1929-1945 роки | 1939-1945: Клермон-Ферран |
| Йоганнес Геллеріх | 1941-1944 роки | у Страсбурзі              |
| П'єр Лакрут       | 1946-1976 роки |                           |
| Альфонс Флорш     | 1976-1987 роки |                           |
| Даніель Грет      | 1987-1988 роки | тимчасовий адміністратор  |
| Андре Хек         | 1988-1990 роки |                           |
| Мішель Крезе      | 1990-1995 роки |                           |
| Даніель Грет      | 1995-2000 роки |                           |
| Жан-Марі Аморі    | 2000-2006 роки |                           |
| Олів'є Бінайме    | 2007-2008 роки | тимчасовий адміністратор  |
| Ерве Возняк       | 2009-2016 роки |                           |
| П'єр-Ален Дюк     | 2017-          |                           |

### Дослідження
Наукова діяльність організована навколо трьох наукових груп:
- Астрофізика високих енергій: фізика компактних зірок наприкінці їх еволюції, акреція, викид та магнітогідродинамічні явища.
- Галактики: зоряне населення, хімічні та динамічні властивості Галактики та найближчих галактик, міжгалактичне середовище, великі структури та гравітаційна динаміка.
- Методи управління інформацією та наукове використання основних досліджень у зв’язку зі Страсбурзьким астрономічним центром даних .

### Освіта
Обсерваторія надає астрофізичну спеціальність магістра фізики. Він також бере участь у викладанні ліцензій та магістерських наук, підготовці до агрегації та CAPES, нагляді за стажуванням, безперервній освіті тощо.

### Послуги обсерваторії
Обсерваторія є членом консорціуму Survey Science Center місії XMM-Newton, але, ймовірно, найбільший внесок у репутацію закладу має Страсбурзький центр астрономічних даних (CDS). CDS пропонує як послугу: Simbad (ідентифікація, бібліографія 9 мільйонів об’єктів за межами Сонячної системи ), VizieR (служба каталогів), Aladin (атлас неба, який дає доступ до понад 5 терабайт зображень і служить порталом до віртуальної обсерваторії, а також бібліографічна служба довідкові астрономічні журнали.

### Поширення знань
Це, по суті, планетарій, метою якого є популяризація та поширення знань. З 2008 року належить університету. Проте Обсерваторія підтримує активну діяльність у поширенні наукової та технічної культури під час різноманітних заходів, таких як дні спадщини чи науковий фестиваль.

### Персонал
У 2015 році штат включав 7 викладачів і професорів університетів, 11 асистентів астрономів і астрономів, 10 наукових співробітників і керівників досліджень CNRS, 2 почесних, 26 інженерів, техніків або адміністративного персоналу (включаючи 16 CNRS), 14 докторантів. З тимчасовим персоналом на ділянці працює в середньому 80 осіб.

## Дивіться також
Catégorie:Catégorie Commons avec lien local identique sur Wikidata

### Схожі статті
- Страсбурзький центр астрономічних даних
- Французька асоціація спостерігачів змінних зірок
- Список астрономічних обсерваторій
- Список найбільших астрономічних телескопів
- Ботанічний сад Страсбурзького університету
- Страсбурзький планетарій

### Зовнішні посилання
- Офіційний сайт
- Страсбурзький планетарій
- Інвентаризація спадщини обсерваторії
- Стаття з внутрішнього журналу Страсбурзького університету - астрономічної обсерваторії : маленький, але помітний
- Публікації Страсбурзької обсерваторії оцифровані в цифровій бібліотеці Паризької обсерваторії